# أستاذة كبيرة

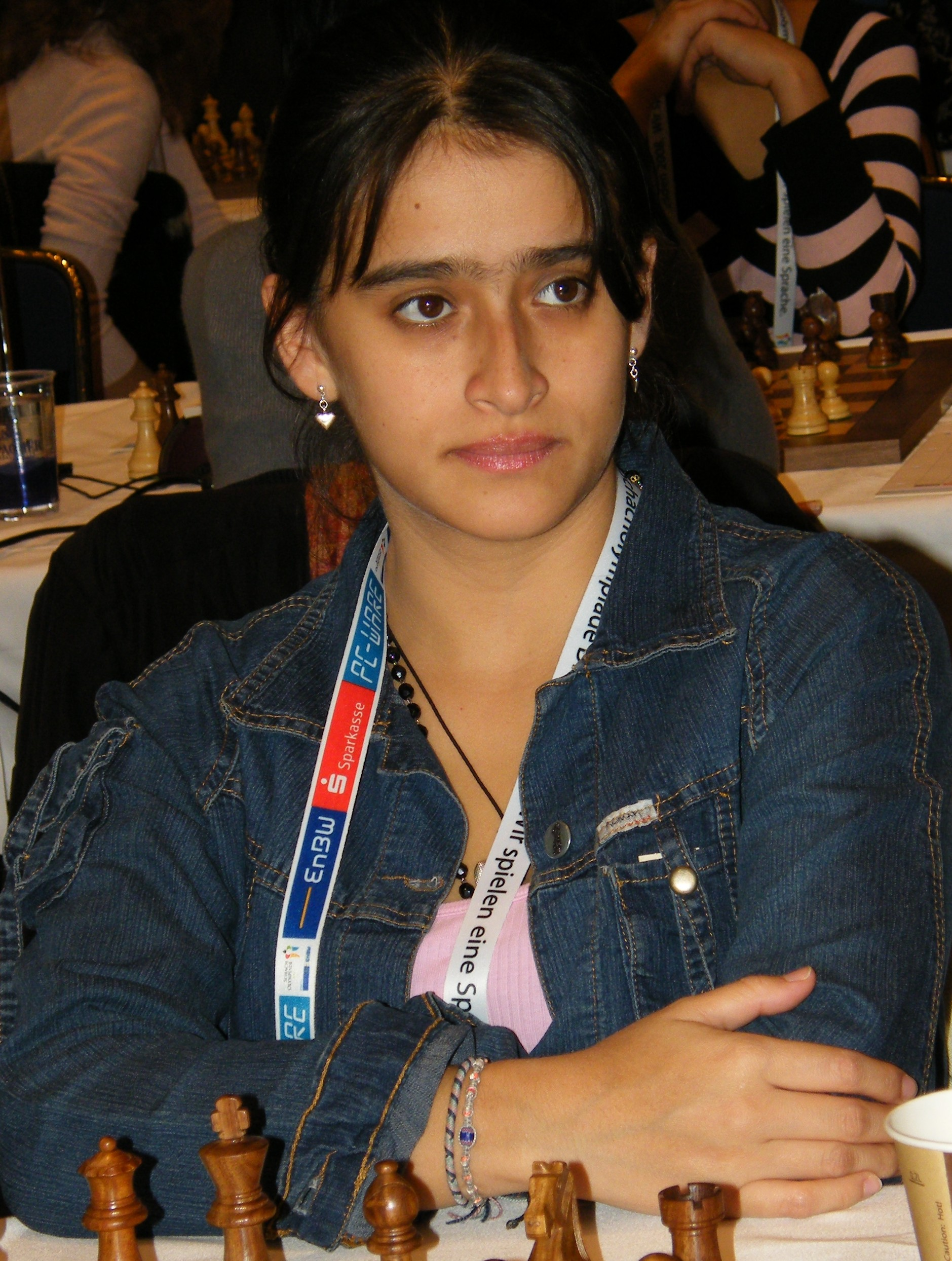
بياتريس إيرين فرانكو فالنسيا في أولمبياد الشطرنج الثامن والثلاثين في دريسدن 2008

أستاذة كبيرة سيدة (بالإنجليزية: Woman grandmaster)‏ هو لقب يمنحه الاتحاد الدولي للشطرنج للاعبات الشطرنج بشروط معينة. تختلف هذه الشروط عن شروط منح لقب أستاذ كبير للاعبين الرجال.